# 모노드식
모노드식(Monod equation)은 미생물의 성장을 기술하는 수학적 모형이다. 이 식의 이름은, 용액속에서의 미생물의 성장과 제한요인의 농도 사이의 관계를 표한하는 방정식을 제안한 사람인 자크 모노에서 따 왔다. 모노드 식은 미하엘리스-멘텐 식과 형태가 같으나, 전자는 경험식인데 비해 후자는 이론에 바탕을 두었다는 차이점이 있다.
모노드식은 환경공학에서 널리 쓰인다. 그 예로는, 하수처리를 위한 활성슬러지모형(activated sludge model)이 있다.

## 식
모노드식의 꼴은 다음과 같다.
여기서,

기질 농도 S에 따른 비성장속도 μ.

- μ는 미생물의 비성장속도(specific growth rate)이다.
- μmax는 미생물의 최대비성장속도이다.
- S는 성장에 필요한 제한기질의 농도이다.
- Ks 는 반속도 상수로, μ/μmax = 0.5일 때의 S의 값이다.

μmax와 Ks는 모노드 식에서 경험상수로, 서로 다른 종 사이에서, 또 주변 환경 상태에 따라 다르다.

## 활용 정보
기질소비율과 비성장속도 사이의 관계는 다음과 같다.
rsu = −μX/Y
여기서,
- X는 총 생물량(total biomass)이다. (비성장속도 μ가 총 생물량으로 규격화됨)
- Y는 수율계수이다.

rsu는 관습상 음수이다.
실제 응용시, [S/(Ks + S)] 꼴을 갖는 여러개의 항을 곱하여 복수의 성장인자가 제한 요인으로 동작할 경우를 고려하기도 한다 (예를 들면, 유기물과 산소는 종속영양균에게 둘 다 필요하다).

## 도식적으로 상수 결정
미하엘리스-멘텐 식과 마찬가지로 모노드 식에서도 도식적 방법을 사용하여 상수 값을 맞출 수 있다.

## 같이 보기
- 미하엘리스-멘텐 식
- 자크 모노

## 참조
1. ↑  Jacques Monod. 1949.
2. ↑  Monod, J. 1942.
3. ↑  Dochain, D. 1986.
4. ↑  “보관된 사본” (PDF). 2009년 12월 29일에 원본 문서 (PDF)에서 보존된 문서. 2018년 4월 22일에 확인함.
5. ↑  Metcalf & Eddy, Inc. 2003.
6. ↑  “보관된 사본” (PDF). 2009년 12월 29일에 원본 문서 (PDF)에서 보존된 문서. 2018년 4월 22일에 확인함.